# 陳輻寬
陳輻寬（1965年3月—），江蘇高郵人，中共黨員。中华人民共和国政治人物。1985年7月參加工作，畢業於西南政法學院刑偵專業，為法學學士、中央黨校研究生、復旦大學高級管理人員工商管理碩士。曾任第十四屆共青團中央候補委員，第九屆上海市青聯委員，西南政法大學兼職教授。现任天津市人大常委会副主任、党组副书记。中共十九届、二十届中央纪委委员。

## 簡歷
1981年9月至1985年7月，就讀於西南政法學院刑事偵察專業；1985年7月至2008年3月，歷任上海市公安局團委書記，刑偵總隊副總隊長，政治部副主任、主任；2008年3月，任上海市人民檢察院第二分院黨組書記、檢察長；2011年12月，任上海市人民檢察院黨組副書記、副檢察長。
2016年2月，任中央紀委第十紀檢監察室主任。2016年10月，任中共山東省委常委、省紀委書記。2018年，当选为山东省监察委员会主任。
2021年11月，任中共天津市委常委、市紀委書記，天津市监察委员会主任。2023年12月，转任天津市委副书记。2024年5月，兼任天津市委教育工委书记。
2025年1月17日，当选为天津市人大常委会副主任。5月23日，不再担任中共天津市委副书记。